# TW-6

Das Logo des Senders

TW-6 (russ. ТВ-6) war ein russischer Fernsehsender, der von Januar 1993 bis Januar 2002 in Betrieb war. 

## Geschichte
An den Anfängen der Geschlossenen Aktiengesellschaft "Moskauer Unabhängige Rundfunkgesellschaft TW-6" standen der Russe Eduard Sagalajew und der US-amerikanische Medienmagnat Ted Turner. Im Juni 1999 erwarb der russische Medienunternehmer Boris Beresowski 75 Prozent der Aktienanteile von TW-6.
Als im April 2001 der russische Fernsehsender NTW, vermutlich wegen seiner kritischen Berichterstattung, ins Visier der staatlichen Behörden geriet und seine Unabhängigkeit verlor, lud Beresowski die entlassenen NTW-Journalisten dazu ein, ihre Arbeit bei TW-6 fortzusetzen. Im Mai 2001 wurde der für seine kritische Haltung bekannte Fernsehjournalist Jewgeni Kisseljow (ehemals bei NTW) zum Generaldirektor von TW-6 gewählt. Zahlreiche weitere ehemalige NTW-Journalisten kommen zu TW-6, darunter Michail Ossokin,  Wladimir Kara-Mursa, Swetlana Sorokina und Wiktor Schenderowitsch. In kurzer Zeit wurde dadurch aus dem ehemaligen Außenseiter TW-6 einer der beliebtesten russischen Fernsehsender.
Wenig später beginnt der russische Staat, wie zuvor gegen NTW, auch gegen TW-6 eine Kampagne unter dem Vorwand der Ahndung finanzrechtlicher Unregelmäßigkeiten. Formell wird das Verfahren zur Auflösung des Fernsehsenders auf Betreiben des Ölkonzerns Lukoil eröffnet, der einige Anteile an TW-6 hält. Am 11. Januar 2002 ordnet ein russisches Gericht die Auflösung der Fernsehgesellschaft TW-6 an. In der Nacht zum 22. Januar 2002 wurde dem Sender der Strom und Telefon abgestellt, was zum Ende des Sendebetriebs führte.
Im März 2002 gewinnt das Journalistenkollegium von TW-6 die Ausschreibung für die Vergabe der freigewordenen Sendefrequenzen und beginnt am 1. Juni 2002 die Ausstrahlung des Programms TWS, das jedoch durch Beschluss des Presseministeriums vom 22. Juni 2003 ebenfalls abgeschaltet wird. Als letzte Bastion des freien Fernsehjournalismus in Russland galt nunmehr der Sender Ren TV.